# Calofulcinia vidua
Calofulcinia vidua är en bönsyrseart som beskrevs av Max Beier 1935. Calofulcinia vidua ingår i släktet Calofulcinia och familjen Iridopterygidae. Inga underarter finns listade i Catalogue of Life.